# 山下町 (福島市)
山下町（やましたちょう）は、福島県福島市の町名。丁番を持たない単独町名である。郵便番号は960-8114。

## 地理
市の本庁所管にあたる中央東地域に属し、中心市街地の北部に位置する。東西は福島市道浜田町春日町線から福島市道舟場町山下町線にかけての約300m、南北は福島市道142号旭町森合町線から福島市道松浪町春日町4号線にかけての約230mの範囲を町域とする。北で春日町、東で旭町、南東で北五老内町の北西角と、南で花園町、西で霞町と隣接する。上町に所在する 福島警察署及び天神町に所在する福島消防署のそれぞれ管轄にあたる。

## 歴史
1940年代に従来の大字小山荒井を廃し、地番呼称変更が行われ設置された。1964年に住居表示が実施され現在に至る。

## 世帯数と人口
2021年（令和3年）10月31日現在の世帯数と人口は以下の通りである。
| 町丁   | 世帯数  | 人口  |
| ------ | ------- | ----- |
| 山下町 | 327世帯 | 564人 |

## 小・中学校の学区
市立小・中学校に通う場合、学区は以下の通りとなる。
| 番地 | 小学校                 | 中学校                 |
| ---- | ---------------------- | ---------------------- |
| 全域 | 福島市立福島第三小学校 | 福島市立福島第二中学校 |

## 交通

### 鉄道
- 域内に鉄道施設は無い。

### 道路
- 福島市道28号太平寺山口線（町域北西角をかすめる）
- 福島市道142号旭町森合町線

### バス
福島交通路線バス
- 桜の聖母短期大学
  - 市内循環ももりん１コース（大町先回り）（1番ポール）
  - 市内循環ももりん2コース（美術館先回り）（2番ポール）

## 施設
- 福島県警察県民サービスセンター
- 公益財団法人福島県文化振興事業団遺跡調査部
- いちい FOUR'S MARKET
- 福島県営山下町団地